# Новото училище на императора
„Новото училище на императора“ (на английски: The Emperor's New School) е американски анимационен сериал, който се излъчва по Disney Channel, ABC Kids и Disney XD. Произведената от Уолт Дисни анимация се основава на героите и ситуациите от филма „Омагьосаният император“ и продължението му „Омагьосаният Кронк“. Поредицата следва приключенията на младия император на име Куско, тъй като той се опитва да завърши образованието си, което да му позволи да се върне на трона. Премиерата на шоуто е на 27 януари 2006 г. по американския Disney Channel, а вторият сезон е пуснат на 23 юни 2007 г.

## „Новото училище на императора“ в България
В България сериалът, преведен като „Новото училище на царя“, започва излъчване на 17 октомври 2009 г. по bTV, всяка събота и неделя от 06:30. От следващата седмица разписанието му е от 06:00. От 7 ноември се излъчва от 07:00. Излъчването е временно спряно, като двайсет и осми епизод е излъчен на 10 януари от 07:30. Дублажът е на студио Медиа Линк, чието име не се споменава. Ролите се озвучават от артистите Венета Зюмбюлева, Надя Полякова, Радослав Рачев и Живко Джуранов.
Сериалът се излъчва и по Disney Channel.